# جاك هابارد
جاك هابارد (بالإنجليزية: Jack Hubbard)‏ هو لاعب كرة قدم أمريكية أمريكي، ولد في 6 فبراير 1886 في هاتفيلد في الولايات المتحدة، وتوفي في 4 أبريل 1978 في تورينغتون في الولايات المتحدة.